# Бенді і чорнильна машина
«Бенді та чорнильна машина» (англ. Bendy and the Ink Machine) — майбутній американський фільм жахів, заснований на однойменній відеогрі. Режисером картини став Андре Овредал, а кінокомпанією — Radar Pictures, разом з Joey Drew Studios.

## Створення
Спочатку Bendy and the Ink Machine могла отримати екранізацію у вигляді серіалу: у травні 2020 Дерек Колстад, творець кінофраншизи «Джон Уік», висловив бажання зайнятися цим проєктом.
25 грудня 2023 року студія Radar Pictures у своєму акаунті  в «X» оголосила про початок виробництва фільму з франшизи Bendy[первинне джерело]. 31 жовтня 2024 року було розкрито режисера, — Андре Овредал, — і офіційну назву картини — «Бенді та чорнильна машина».